# National Hockey League 1981-1982
La stagione 1981-1982 è stata la 65ª edizione della National Hockey League. La stagione regolare iniziò il 6 ottobre 1981 e si concluse il 4 aprile 1982, mentre i playoff della Stanley Cup terminarono il 6 maggio 1982. I Washington Capitals ospitarono l'NHL All-Star Game presso il Capital Centre il 9 febbraio 1982. I New York Islanders sconfissero i Vancouver Canucks nella finale di Stanley Cup per 4-0, conquistando il terzo titolo consecutivo nella storia della franchigia.
Per ridurre i costi dei viaggi vi furono alcuni cambiamenti a livello di division: la Patrick Division lasciò la Clarence Campbell Conference scambiandosi con la Norris Division, fino ad allora inserita nella Prince of Wales Conference. Furono introdotti un nuovo calendario per la stagione regolare e un nuovo sistema dei playoff: fino alla stagione precedente ogni squadra giocava quattro volte contro tutte le avversarie, mentre nei playoff le quattro vincitrici di division erano affiancate da dodici wildcard, rendendo pressoché inutili le division. A partire dalla stagione 1981-1982 fu data maggior importanza alle division creando un sistema con cui accedevano automaticamente ai playoff le prime quattro squadre di ciascun raggruppamento, facendo in modo inoltre che alle finali di Conference giungessero solo una squadra per division. Questa fu l'ultima stagione disputata dai Colorado Rockies prima del loro trasferimento nel New Jersey dove assunsero il nome di Devils.
Il centro degli Edmonton Oilers Wayne Gretzky stabilì diversi primati personali superando il traguardo di 50 reti in 50 gare di Maurice Richard e Mike Bossy in sole 39 partite; egli batté anche il primato di reti in stagione con 92, 16 in più del record di Phil Esposito, mentre a livello di assist migliorò il proprio record passando da 109 a 120, per un totale di 212 punti. Fu il primo giocatore della storia della NHL capace di totalizzare oltre 200 punti in stagione regolare.

## Squadre partecipanti
- Boston Bruins
- Buffalo Sabres
- Calgary Flames
- Chicago Blackhawks
- Colorado Rockies
- Detroit Red Wings
- Edmonton Oilers
- Hartford Whalers
- Los Angeles Kings
- Minnesota North Stars
- Montreal Canadiens

- New York Islanders
- New York Rangers
- Philadelphia Flyers
- Pittsburgh Penguins
- Quebec Nordiques
- St. Louis Blues
- Toronto Maple Leafs
- Vancouver Canucks
- Washington Capitals
- Winnipeg Jets

## Pre-season

### NHL Entry Draft
L'Entry Draft si tenne il 10 giugno 1981 presso il Forum de Montréal di Montréal, in Québec. I Winnipeg Jets nominarono come prima scelta assoluta il centro canadese Dale Hawerchuk. Altri giocatori rilevanti all'esordio in NHL furono Ron Francis, Grant Fuhr, Chris Chelios e John Vanbiesbrouck.

### Canada Cup
La Canada Cup 1981 fu la seconda edizione della Canada Cup, torneo per nazionali organizzato dalla NHL e da Hockey Canada. L'edizione si svolse fra l'1 e il 13 settembre 1981; per l'occasione furono invitate 6 nazionali americane ed europee, mentre le partite si svolsero in 4 diverse città nordamericane. Nella finale si impose la nazionale dell'Unione Sovietica sconfiggendo il Canada per 8-1.

## Stagione regolare

### Classifiche
= Qualificata per i playoff,       = Primo posto nella Conference,       = Vincitore della stagione regolare

#### Prince of Wales Conference
Adams Division
|    |                    | PG | V  | S  | N  | GF  | GS  | PT  |
| -- | ------------------ | -- | -- | -- | -- | --- | --- | --- |
| 1. | Montreal Canadiens | 80 | 46 | 17 | 17 | 360 | 223 | 109 |
| 2. | Boston Bruins      | 80 | 43 | 27 | 10 | 323 | 285 | 96  |
| 3. | Buffalo Sabres     | 80 | 39 | 26 | 15 | 307 | 273 | 93  |
| 4. | Quebec Nordiques   | 80 | 33 | 31 | 16 | 356 | 345 | 82  |
| 5. | Hartford Whalers   | 80 | 21 | 41 | 18 | 264 | 351 | 60  |

Patrick Division
|    |                     | PG | V  | S  | N  | GF  | GS  | PT  |
| -- | ------------------- | -- | -- | -- | -- | --- | --- | --- |
| 1. | New York Islanders  | 80 | 54 | 16 | 10 | 385 | 250 | 118 |
| 2. | New York Rangers    | 80 | 39 | 27 | 14 | 316 | 306 | 92  |
| 3. | Philadelphia Flyers | 80 | 38 | 31 | 11 | 325 | 313 | 87  |
| 4. | Pittsburgh Penguins | 80 | 31 | 36 | 13 | 310 | 337 | 75  |
| 5. | Washington Capitals | 80 | 26 | 41 | 13 | 319 | 338 | 65  |

#### Clarence Campbell Conference
Norris Division
|    |                       | PG | V  | S  | N  | GF  | GS  | PT |
| -- | --------------------- | -- | -- | -- | -- | --- | --- | -- |
| 1. | Minnesota North Stars | 80 | 37 | 23 | 20 | 346 | 288 | 94 |
| 2. | Winnipeg Jets         | 80 | 33 | 33 | 14 | 319 | 332 | 80 |
| 3. | St. Louis Blues       | 80 | 32 | 40 | 8  | 315 | 349 | 72 |
| 4. | Chicago Blackhawks    | 80 | 30 | 38 | 12 | 332 | 363 | 72 |
| 5. | Toronto Maple Leafs   | 80 | 20 | 44 | 16 | 298 | 380 | 56 |
| 6. | Detroit Red Wings     | 80 | 21 | 47 | 12 | 270 | 351 | 54 |

Smythe Division
|    |                   | PG | V  | S  | N  | GF  | GS  | PT  |
| -- | ----------------- | -- | -- | -- | -- | --- | --- | --- |
| 1. | Edmonton Oilers   | 80 | 48 | 17 | 15 | 417 | 295 | 111 |
| 2. | Vancouver Canucks | 80 | 30 | 33 | 17 | 290 | 288 | 77  |
| 3. | Calgary Flames    | 80 | 29 | 34 | 17 | 334 | 345 | 75  |
| 4. | Los Angeles Kings | 80 | 24 | 41 | 15 | 314 | 369 | 63  |
| 5. | Colorado Rockies  | 80 | 18 | 49 | 13 | 241 | 362 | 49  |

### Statistiche

#### Classifica marcatori
La seguente lista elenca i migliori marcatori al termine della stagione regolare.

| Giocatore       | Squadra               | PG | G  | A   | Pt  | +/- | MP  |
| --------------- | --------------------- | -- | -- | --- | --- | --- | --- |
| Wayne Gretzky   | Edmonton Oilers       | 80 | 92 | 120 | 212 | +81 | 26  |
| Mike Bossy      | New York Islanders    | 80 | 64 | 83  | 147 | +69 | 22  |
| Peter Šťastný   | Quebec Nordiques      | 80 | 46 | 93  | 139 | -10 | 91  |
| Dennis Maruk    | Washington Capitals   | 80 | 60 | 76  | 136 | -4  | 128 |
| Bryan Trottier  | New York Islanders    | 80 | 50 | 79  | 129 | +70 | 88  |
| Denis Savard    | Chicago Blackhawks    | 80 | 32 | 87  | 119 | 0   | 82  |
| Marcel Dionne   | Los Angeles Kings     | 78 | 50 | 67  | 117 | -10 | 50  |
| Bobby Smith     | Minnesota North Stars | 80 | 43 | 71  | 114 | +10 | 82  |
| Dino Ciccarelli | Minnesota North Stars | 76 | 55 | 51  | 106 | +14 | 138 |
| Dave Taylor     | Los Angeles Kings     | 78 | 39 | 67  | 106 | -4  | 130 |

#### Classifica portieri
La seguente lista elenca i migliori portieri al termine della stagione regolare.

| Giocatore       | Squadra               | PG | Min  | V  | S  | P  | GS  | SO | MGS  |
| --------------- | --------------------- | -- | ---- | -- | -- | -- | --- | -- | ---- |
| Denis Herron    | Montreal Canadiens    | 27 | 1547 | 12 | 6  | 8  | 68  | 3  | 2.64 |
| Rick Wamsley    | Montreal Canadiens    | 38 | 2206 | 23 | 7  | 7  | 101 | 2  | 2.75 |
| Billy Smith     | New York Islanders    | 46 | 2685 | 32 | 9  | 4  | 133 | 0  | 2.97 |
| Roland Melanson | New York Islanders    | 36 | 2115 | 22 | 7  | 6  | 114 | 0  | 3.23 |
| Grant Fuhr      | Edmonton Oilers       | 48 | 2842 | 28 | 5  | 14 | 157 | 0  | 3.31 |
| Richard Brodeur | Vancouver Canucks     | 52 | 3010 | 20 | 18 | 12 | 168 | 2  | 3.35 |
| Marco Baron     | Boston Bruins         | 44 | 2515 | 22 | 16 | 4  | 168 | 2  | 3.44 |
| Gilles Meloche  | Minnesota North Stars | 51 | 3026 | 26 | 15 | 9  | 175 | 1  | 3.47 |
| Don Edwards     | Buffalo Sabres        | 62 | 3500 | 26 | 23 | 9  | 205 | 0  | 3.51 |
| Eddie Mio       | New York Rangers      | 25 | 1500 | 13 | 6  | 5  | 89  | 0  | 3.56 |

## Playoff

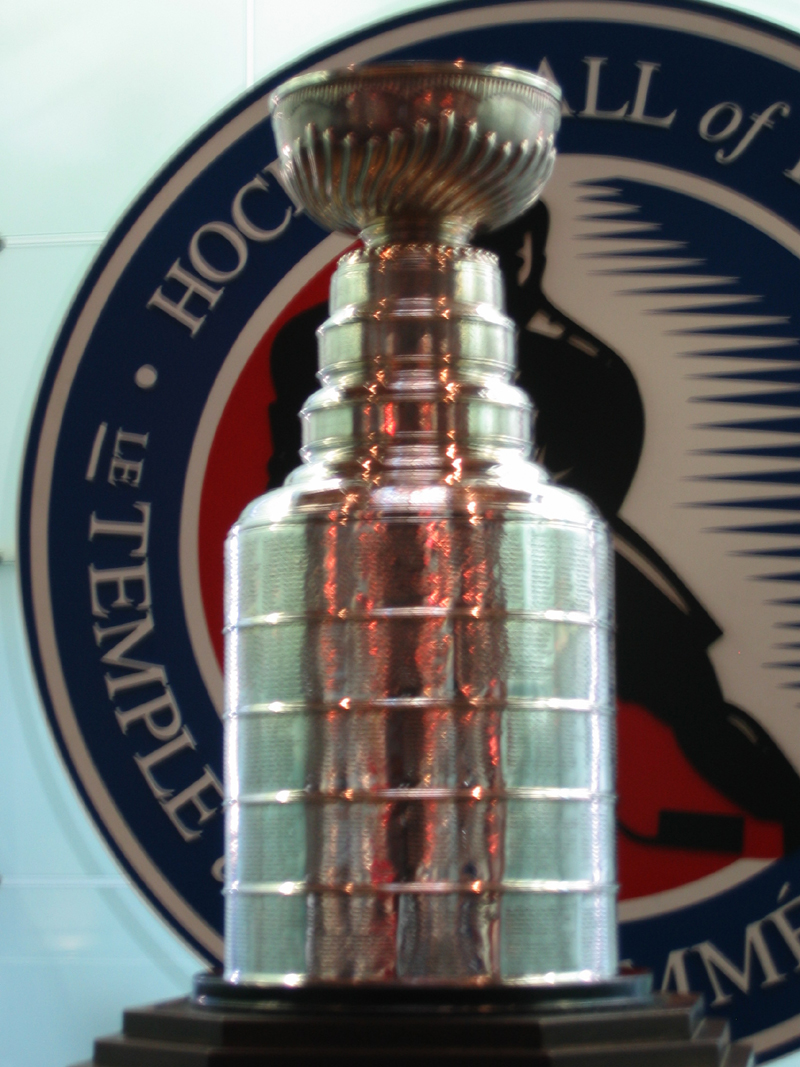
Il trofeo della Stanley Cup

Al termine della stagione regolare le migliori 16 squadre del campionato si sono qualificate per i playoff. I New York Islanders ottennero il miglior record della lega con 118 punti.

### Tabellone playoff
Nel primo turno la squadra con il ranking più alto di ciascuna Division si sfida con quella dal posizionamento più basso seguendo lo schema 1-4 e 2-3, usufruendo anche del vantaggio del fattore campo. Il secondo turno determina la vincente divisionale, mentre il terzo vede affrontarsi le squadre vincenti delle Division della stessa Conference per accedere alla finale di Stanley Cup. Il fattore campo osservato nelle finali di conference e in finale di Stanley Cup fu determinato dai punti ottenuti in stagione regolare. Nel primo turno, al meglio delle cinque gare, si seguì il formato 2-2-1. Nelle altre serie, al meglio delle sette sfide, si seguì il formato 2-2-1-1-1: la squadra migliore in stagione regolare avrebbe disputato in casa Gara-1 e 2, (se necessario anche Gara-5 e 7), mentre quella posizionata peggio avrebbe giocato nel proprio palazzetto Gara-3 e 4 (se necessario anche Gara-6).
|  | Semifinali Division | Semifinali Division   | Semifinali Division |                    |    | Finali Division    | Finali Division | Finali Division |  |  | Finali Conference | Finali Conference | Finali Conference |  |  | Finale Stanley Cup | Finale Stanley Cup | Finale Stanley Cup |  |
|  |                     |                       |                     |                    |    |                    |                 |                 |  |  |                   |                   |                   |  |  |                    |                    |                    |  |
|  | A1                  | Montreal Canadiens    | 2                   |                    |    |                    |                 |                 |  |  |                   |                   |                   |  |  |                    |                    |                    |  |
|  | A1                  | Montreal Canadiens    | 2                   |                    |    |                    |                 |                 |  |  |                   |                   |                   |  |  |                    |                    |                    |  |
|  | A4                  | Quebec Nordiques      | 3                   |                    |    |                    |                 |                 |  |  |                   |                   |                   |  |  |                    |                    |                    |  |
|  | A4                  | Quebec Nordiques      | 3                   |                    | A4 | Quebec Nordiques   | 4               |                 |  |  |                   |                   |                   |  |  |                    |                    |                    |  |
|  |                     |                       |                     |                    | A4 | Quebec Nordiques   | 4               |                 |  |  |                   |                   |                   |  |  |                    |                    |                    |  |
|  |                     |                       | A2                  | Boston Bruins      | 3  |                    |                 |                 |  |  |                   |                   |                   |  |  |                    |                    |                    |  |
|  | A2                  | Boston Bruins         | A2                  | Boston Bruins      | 3  | 3                  |                 |                 |  |  |                   |                   |                   |  |  |                    |                    |                    |  |
|  | A2                  | Boston Bruins         |                     |                    |    |                    |                 |                 |  |  |                   |                   |                   |  |  |                    |                    |                    |  |
|  | A3                  | Buffalo Sabres        | 1                   |                    |    |                    |                 |                 |  |  |                   |                   |                   |  |  |                    |                    |                    |  |
|  | A3                  | Buffalo Sabres        | 1                   |                    | A4 | Quebec Nordiques   | 0               |                 |  |  |                   |                   |                   |  |  |                    |                    |                    |  |
|  |                     |                       |                     |                    |    |                    |                 |                 |  |  |                   |                   |                   |  |  |                    |                    |                    |  |
|  |                     |                       | P1                  | New York Islanders | 4  |                    |                 |                 |  |  |                   |                   |                   |  |  |                    |                    |                    |  |
|  | P1                  | New York Islanders    | P1                  | New York Islanders | 4  | 3                  |                 |                 |  |  |                   |                   |                   |  |  |                    |                    |                    |  |
|  | P1                  | New York Islanders    |                     |                    |    |                    |                 |                 |  |  |                   |                   |                   |  |  |                    |                    |                    |  |
|  | P4                  | Pittsburgh Penguins   | 2                   |                    |    |                    |                 |                 |  |  |                   |                   |                   |  |  |                    |                    |                    |  |
|  | P4                  | Pittsburgh Penguins   | 2                   |                    | P1 | New York Islanders | 4               |                 |  |  |                   |                   |                   |  |  |                    |                    |                    |  |
|  |                     |                       |                     |                    | P1 | New York Islanders | 4               |                 |  |  |                   |                   |                   |  |  |                    |                    |                    |  |
|  |                     |                       | P2                  | New York Rangers   | 2  |                    |                 |                 |  |  |                   |                   |                   |  |  |                    |                    |                    |  |
|  | P2                  | New York Rangers      | P2                  | New York Rangers   | 2  | 3                  |                 |                 |  |  |                   |                   |                   |  |  |                    |                    |                    |  |
|  | P2                  | New York Rangers      |                     |                    |    |                    |                 |                 |  |  |                   |                   |                   |  |  |                    |                    |                    |  |
|  | P3                  | Philadelphia Flyers   | 1                   |                    |    |                    |                 |                 |  |  |                   |                   |                   |  |  |                    |                    |                    |  |
|  | P3                  | Philadelphia Flyers   | 1                   |                    | P1 | New York Islanders | 4               |                 |  |  |                   |                   |                   |  |  |                    |                    |                    |  |
|  |                     |                       |                     |                    |    |                    |                 |                 |  |  |                   |                   |                   |  |  |                    |                    |                    |  |
|  |                     |                       | S2                  | Vancouver Canucks  | 0  |                    |                 |                 |  |  |                   |                   |                   |  |  |                    |                    |                    |  |
|  | N1                  | Minnesota North Stars | S2                  | Vancouver Canucks  | 0  | 1                  |                 |                 |  |  |                   |                   |                   |  |  |                    |                    |                    |  |
|  | N1                  | Minnesota North Stars |                     |                    |    |                    |                 |                 |  |  |                   |                   |                   |  |  |                    |                    |                    |  |
|  | N4                  | Chicago Blackhawks    | 3                   |                    |    |                    |                 |                 |  |  |                   |                   |                   |  |  |                    |                    |                    |  |
|  | N4                  | Chicago Blackhawks    | 3                   |                    | N4 | Chicago Blackhawks | 4               |                 |  |  |                   |                   |                   |  |  |                    |                    |                    |  |
|  |                     |                       |                     |                    | N4 | Chicago Blackhawks | 4               |                 |  |  |                   |                   |                   |  |  |                    |                    |                    |  |
|  |                     |                       | N3                  | St. Louis Blues    | 2  |                    |                 |                 |  |  |                   |                   |                   |  |  |                    |                    |                    |  |
|  | N2                  | Winnipeg Jets         | N3                  | St. Louis Blues    | 2  | 1                  |                 |                 |  |  |                   |                   |                   |  |  |                    |                    |                    |  |
|  | N2                  | Winnipeg Jets         |                     |                    |    |                    |                 |                 |  |  |                   |                   |                   |  |  |                    |                    |                    |  |
|  | N3                  | St. Louis Blues       | 3                   |                    |    |                    |                 |                 |  |  |                   |                   |                   |  |  |                    |                    |                    |  |
|  | N3                  | St. Louis Blues       | 3                   |                    | N4 | Chicago Blackhawks | 1               |                 |  |  |                   |                   |                   |  |  |                    |                    |                    |  |
|  |                     |                       |                     |                    |    |                    |                 |                 |  |  |                   |                   |                   |  |  |                    |                    |                    |  |
|  |                     |                       | S2                  | Vancouver Canucks  | 4  |                    |                 |                 |  |  |                   |                   |                   |  |  |                    |                    |                    |  |
|  | S1                  | Edmonton Oilers       | S2                  | Vancouver Canucks  | 4  | 2                  |                 |                 |  |  |                   |                   |                   |  |  |                    |                    |                    |  |
|  | S1                  | Edmonton Oilers       |                     |                    |    |                    |                 |                 |  |  |                   |                   |                   |  |  |                    |                    |                    |  |
|  | S4                  | Los Angeles Kings     | 3                   |                    |    |                    |                 |                 |  |  |                   |                   |                   |  |  |                    |                    |                    |  |
|  | S4                  | Los Angeles Kings     | 3                   |                    | S4 | Los Angeles Kings  | 1               |                 |  |  |                   |                   |                   |  |  |                    |                    |                    |  |
|  |                     |                       |                     |                    | S4 | Los Angeles Kings  | 1               |                 |  |  |                   |                   |                   |  |  |                    |                    |                    |  |
|  |                     |                       | S2                  | Vancouver Canucks  | 4  |                    |                 |                 |  |  |                   |                   |                   |  |  |                    |                    |                    |  |
|  | S2                  | Vancouver Canucks     | S2                  | Vancouver Canucks  | 4  | 3                  |                 |                 |  |  |                   |                   |                   |  |  |                    |                    |                    |  |
|  | S2                  | Vancouver Canucks     |                     |                    |    |                    |                 |                 |  |  |                   |                   |                   |  |  |                    |                    |                    |  |
|  | S3                  | Calgary Flames        | 0                   |                    |    |                    |                 |                 |  |  |                   |                   |                   |  |  |                    |                    |                    |  |

### Stanley Cup
La finale della Stanley Cup 1982 è stata una serie al meglio delle sette gare che ha determinato il campione della National Hockey League per la stagione 1981-82. I New York Islanders hanno sconfitto i Vancouver Canucks in quattro partite e si sono aggiudicati la Stanley Cup per la terza volta consecutiva.

## Premi NHL
- Stanley Cup: New York Islanders
- Prince of Wales Trophy: New York Islanders
- Clarence S. Campbell Bowl: Vancouver Canucks
- Art Ross Trophy: Wayne Gretzky (Edmonton Oilers)
- Bill Masterton Memorial Trophy: Chico Resch (Colorado Rockies)
- Calder Memorial Trophy: Dale Hawerchuk (Winnipeg Jets)
- Conn Smythe Trophy: Mike Bossy (New York Islanders)
- Frank J. Selke Trophy: Steve Kasper (Boston Bruins)
- Hart Memorial Trophy: Wayne Gretzky (Edmonton Oilers)
- Jack Adams Award: Tom Watt (Winnipeg Jets)
- James Norris Memorial Trophy: Doug Wilson (Chicago Blackhawks)
- Lady Byng Memorial Trophy: Rick Middleton (Boston Bruins)
- Lester B. Pearson Award: Wayne Gretzky (Edmonton Oilers)
- Lester Patrick Trophy: Emile Francis
- NHL Plus/Minus Award: Wayne Gretzky (Edmonton Oilers)
- Vezina Trophy: Billy Smith (New York Islanders)
- William M. Jennings Trophy: Rick Wamsley e Denis Herron (Montreal Canadiens)

### NHL All-Star Team
First All-Star Team
- Attaccanti: Mark Messier • Wayne Gretzky • Mike Bossy
- Difensori: Doug Wilson • Ray Bourque
- Portiere: Billy Smith

Second All-Star Team
- Attaccanti: John Tonelli • Bryan Trottier • Rick Middleton
- Difensori: Paul Coffey • Brian Engblom
- Portiere: Grant Fuhr